# Phacelia ramosissima
Phacelia ramosissima là loài thực vật có hoa trong họ Mồ hôi. Loài này được Douglas ex Lehm. miêu tả khoa học đầu tiên năm 1830.